# Eustace Lycett
Eustace Arden Lycett (* 21. Dezember 1914 in Stoke-on-Trent, Staffordshire; † 16. November 2006 in Fullerton, Kalifornien) war ein US-amerikanischer Spezialeffektkünstler und zweifacher Oscarpreisträger, der zu den bekanntesten Hollywood-Größen seines Fachs gehörte. Er begann seine Karriere bei Disney als Assistent von Ub Iwerks und leitete in späteren Jahren mehrere Abteilungen des Filmstudios. Für seine Arbeit an der Multiplan-Kamera wurde er von der AMPAS 1960 mit dem Technical Achievement Award geehrt.

## Leben
Da sein Vater Bergbauingenieur war, musste die Familie wenige Jahre nach Lycetts Geburt nach Chile umziehen, später kehrte sie nach England zurück, um 1929 nach Kalifornien auszuwandern. Dort studierte er an der Caltech Maschinenbauwesen, um später einer Beschäftigung im Flugzeugbau oder der Ölindustrie nachzugehen.
Daraus wurde nichts, da er nur drei Tage nach seinem Abschluss für die technische Entwicklungsabteilung von Disney angeworben wurde. Tatsächlich sollte es die nächsten 43 Jahre dabei bleiben. Nachdem er einige Jahre an der Seite Ub Iwerks’ gearbeitet hatte, wurde er nach dessen Weggang im Jahr 1953 Leiter des Special Processes Department, 1958 zusätzlich Kopf des Photographic Effects Department. Ab diesem Zeitpunkt arbeitete er intensiv mit dem Matte Painter Peter Ellenshaw (1913–2007) zusammen, mit dem er und Hamilton Luske 1965 den Oscar in der Kategorie „Beste visuelle Effekte“ für den Musical-Fantasyfilm Mary Poppins (1964) erhielten. Auch für den Film Mondgeflüster (Originaltitel Moon Pilot) aus dem Jahr 1962 lieferte er die Spezialeffekte.
Nach dem Tod von Walt Disney im Dezember 1966 zog Peter Ellenshaw sich weitgehend zurück, sodass Lycett auf sich allein gestellt war, was sich mit dem Tod von Iwerks 1971 noch weiter zuspitzte. Nun war er endgültig der alleinige Chef bei Disney, was Spezial- und Visuelle Effekte anging. 1972 erhielt er für die Fantasykomödie Die tollkühne Hexe in ihrem fliegenden Bett erneut einen Oscar. Zusammengerechnet war er viermal für die begehrte Trophäe nominiert, zuletzt 1980 ein weiteres Mal zusammen mit Peter Ellenshaw für den Science-Fiction-Film Das schwarze Loch. Lycett ist damit der einzige Doppelpreisträger bei Disney, der über 25 Jahre für das Studio arbeitete, ohne bisher mit dem Disney-Legends-Award ausgezeichnet worden zu sein.
Im Jahr 1980 trat er in den Ruhestand ein. Nach 67 Jahren Ehe verstarb 2004 seine Frau. Eustace Lycett starb am 16. November 2006 in einem Pflegeheim in Flintridge, Kalifornien im Alter von 91 Jahren. Die Öffentlichkeit erfuhr vom Ableben Lycetts erst am 14. März 2007 durch die Recherche des Branchenblattes Variety. Lycett hinterließ vier Söhne sowie etliche Enkel und Urenkel.